# Стиллер, Роберт
Стиллер, Роберт (пол. Robert Reuven Stiller; 25 января 1928, Варшава – 10 декабря 2016, Юзефув (Мазовецкое воеводство) – польский писатель, лингвист, переводчик.

## Краткая биография
Родился в Варшаве, но детство провел на территории Западной Белоруссии, находившейся тогда в составе Польской Республики. По отцу еврей. 
Во время Второй мировой войны был бойцом  Армии Крайова. В 1947 г. вступил в Польскую социалистическую партию. В 1952 г.  окончил Варшавский университет, где изучал журналистику, лингвистику и иностранные языки. Позднее учился также в Рейкьявике. В 2005 году баллотировался в Сейм на платформе Януша Корвин-Микке.
Полиглот: знал более 30 языков, в том числе английский, немецкий, французский, русский, чешский, малайский, украинский, белорусский, латинский, голландский, исландский, шведский, испанский, идиш, иврит, греческий, санскрит .

## Творчество
Продуктивно работал в области перевода, главным образом с европейских языков. В частности, им переведены произведения Набокова («Лолита» и  «Бледный огонь»), Энтони Бёрджеса (пять книг, в том числе «Заводной апельсин»), Люиса Кэролла (4 книги, в том числе «Приключения Алисы в стране чудес»), Яна Флеминга (12 книг), Фрэнка Норриса, Эстер Вилар, Бертольда Брехта, Лидии Чуковской, Альфреда де Мюссе, Жорж Санд, Рабиндраната Тагора, Сунь-цзы и др. и подготовлена 500-страничная антология малайской литературы. 
В общей сложности им издано более 300 книг, в том числе 30 оригинальных работ, написанных, в частности, в стиле магического реализма на основе традиций восточной литературы: «Клатин, брат Клатона» (1964), «Окаменелый корабль» (1967), «Дочь Длинного Зуба»  (1970), «Жених с моря» (1971), «Ржавый меч» (1977) и др. Кроме того, выпустил 10 сборников своих стихов.
Как ученый он в основном занимался сравнительной лингвистикой, американской, английской и немецкой литературой, транслатологией, а также религиозным учениями, в частности, иудаизмом и магией.
На рубеже 1980-1990-х годов опубликовал небольшую серию статей по эзотерическим проблемам. Вместе с философом и переводчиком Ежи Прокопюком был соредактором журнала Gnosis.
Участвовал в движении самиздата. Издал подпольно под псевдонимом Томаш Харасюк книгу о Катынском расстреле «Семантика преступления» (1981). 
Выступал с лекциями в США, Англии, Германии,  Малайзии, Вьетнаме, Сингапуре и странах Центральной Азии. Вёл курс художественного перевода в Варшавском университете, был куратором Музея Азии и Тихого океана в Варшаве.

## Награды
- Почетный профессор Айовского университета (США)
- Орден Возрождения Польши (2003)[3]
- Медаль «За заслуги в культуре Gloria Artis» (2007) [4]

## Семья
- Был женат трижды. Последняя жена Nina Gajewska (c 1993 г.) – актриса

## Хобби
- Его увлечениями были гребля на каноэ, плотницкие работы, фотография и графика